# 晉會要
《晉會要》，林瑞翰、逯耀東所編著，本書之編集，係得哈佛燕京社之補助，分二年完成，凡四冊二十篇。
《晉會要》分四冊，第一冊五篇，曰帝系、后妃、禮樂、運歷、輿版，第二冊五篇，曰政事，崇儒、選舉、職官、食貨，第三冊五篇，曰刑法、兵略、瑞異、門閥、識鑒，第四冊五篇，曰藝文、釋道、方域、蕃夷、偏霸。一、三冊由林瑞翰編集，二、四冊由逯耀東編集。主要採輯魏晉南北朝文獻，包括晉人撰著、近年考古新發現之晉代文物、志冊及清朝歷史學家朱銘盤《西晉會要》與《南朝會要》等之著作；前代和現代學者研究魏晉史之成果。由允晨文化實業股份有限公司出版。